# Sophia Dorothea (Württemberg-Neuenstadt)
Sophia Dorothea von Württemberg-Neuenstadt (* 26. September 1658 in Wolfenbüttel; † 23. Juli 1681 in Gedern) war eine Tochter Herzog Friedrichs aus der Linie Württemberg-Neuenstadt und durch Hochzeit mit Graf Ludwig Christian von Stolberg-Gedern ab 1680 auch Gräfin von Stolberg-Gedern. Ihr Wittum bestand aus dem Ort Ranstadt und der dortigen Kellerei. Sie starb 1681 im Alter von 22 Jahren und wurde in der Kirche von Gedern begraben. 1912/13 wurden ihre Gebeine in das Sammelgrab im Schlosspark umgebettet.